# 자치체 경찰
자치체 경찰 또는 지방경찰은 지방정부의 관할 하에 놓인 법집행기관이다. 여기에는 가장 작은 행정 구역 단위인 지방 자치체를 포함한다. 도시 예산으로부터 자금을 지원받는다. 이 경찰들은 보통 시장 또는 지방경찰국에 보고한다.

## 역사
역사적으로 자치체 경찰의 역할은 자치체 경비원들에 의해 수행된다.

## 같이 보기
- 광역경찰청